# Liste des cantons de la Seine-Maritime

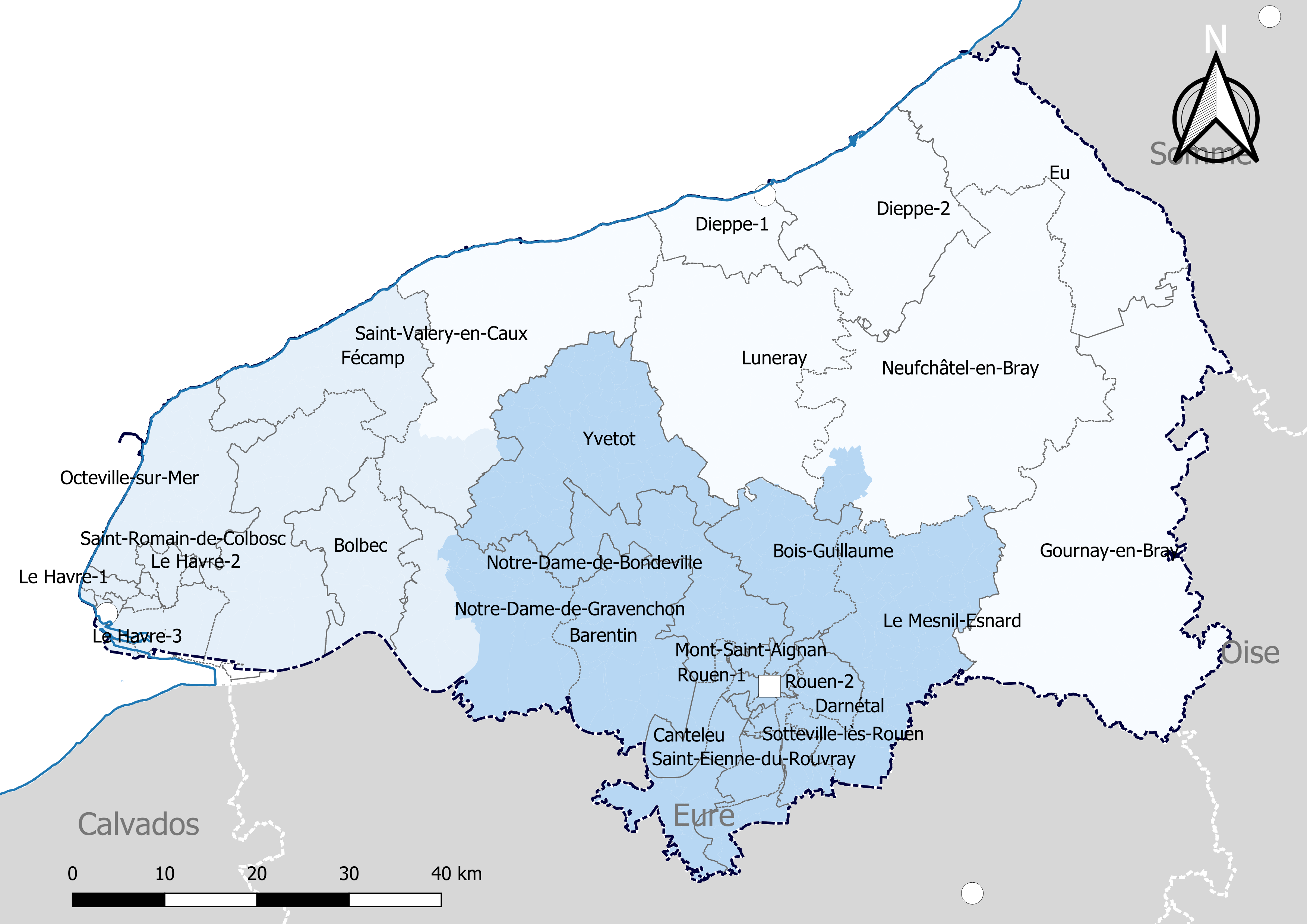
Découpage cantonal du département de la Seine-Maritime, avec en surimpression les arrondissements (en nuances de bleu) - Carte arrêtée au 1er janvier 2019.

Le département de la Seine-Maritime compte 35 cantons depuis le redécoupage cantonal de 2014 (69 cantons auparavant).

## Redécoupage cantonal de 2014
Dans la poursuite de la réforme territoriale engagée en 2010, l'Assemblée nationale adopte définitivement le 17 avril 2013 la réforme du mode de scrutin pour les élections départementales destinée à garantir la parité hommes/femmes. Les lois (loi organique 2013-402 et loi 2013-403) sont promulguées le 17 mai 2013. Un nouveau découpage territorial est défini par décret du 27 février 2014 pour le département de la Seine-Maritime. Celui-ci entre en vigueur lors du premier renouvellement général des assemblées départementales suivant la publication du décret, prévu en mars 2015. Les conseillers départementaux sont élus au scrutin majoritaire binominal mixte. Les électeurs de chaque canton éliront au Conseil départemental, nouvelle appellation des Conseils généraux, deux membres de sexe différent, qui se présenteront en binôme de candidats. Les conseillers départementaux seront élus pour 6 ans au scrutin binominal majoritaire à deux tours, l'accès au second tour nécessitant 10 % des inscrits au 1er tour. En outre la totalité des conseillers départementaux est renouvelée.
Ce nouveau mode de scrutin nécessite un redécoupage des cantons dont le nombre est divisé par deux avec arrondi à l'unité impaire supérieure si ce nombre n'est pas entier impair et avec des conditions de seuils minimaux. Dans la Seine-Maritime le nombre de cantons passe ainsi de 69 à 35.
Les critères du remodelage cantonal sont les suivants : le territoire de chaque canton doit être défini sur des bases essentiellement démographiques, le territoire de chaque canton doit être continu et les communes de moins de 3 500 habitants sont entièrement comprises dans le même canton. Il n’est fait référence, ni aux limites des arrondissements, ni à celles des circonscriptions législatives.
Conformément à de multiples décisions du Conseil constitutionnel depuis 1985 et notamment  sa décision no 2010-618 DC du 9 décembre 2010, il est admis que le principe d’égalité des électeurs au regard des critères démographiques est respecté lorsque le ratio conseiller/habitant de la circonscription est compris dans une fourchette de 20 % de part et d'autre du ratio moyen conseiller/habitant du département. Pour le département de la Seine-Maritime, la population de référence est la population légale en vigueur au 1er janvier 2013, à savoir la population millésimée 2010, soit 1 250 411 habitants. Avec 35 cantons la population moyenne par conseiller départemental est de 35 726 habitants. Ainsi la population de chaque nouveau canton doit-elle être comprise entre 28 581 habitants et 42 871 habitants pour respecter le principe de l'égalité citoyenne au vu des critères démographiques.

### Composition détaillée
| N° | Nom du Canton            | Bureau centralisateur    | Population 2012 | Écart /moyenne | Nombre de communes entières                               | Communes composant le canton |
| -- | ------------------------ | ------------------------ | --------------- | -------------- | --------------------------------------------------------- | --- |
| 1  | Barentin                 | Barentin                 | 40 666          | 1,13           | 21                                                        | Anneville-Ambourville, Bardouville, Barentin, Berville-sur-Seine, Blacqueville, Bouville, Duclair, Épinay-sur-Duclair, Hénouville, Jumièges, Mauny, Le Mesnil-sous-Jumièges, Quevillon, Saint-Martin-de-Boscherville, Saint-Paër, Saint-Pierre-de-Varengeville, Sainte-Marguerite-sur-Duclair, Le Trait, Villers-Écalles, Yainville, Yville-sur-Seine. |
| 2  | Bois-Guillaume           | Bois-Guillaume           | 42 274          | 1,18           | 19                                                        | Anceaumeville, Authieux-Ratiéville, Bihorel, Le Bocasse, Bois-Guillaume, Bosc-Guérard-Saint-Adrien, Claville-Motteville, Clères, Esteville, Fontaine-le-Bourg, Frichemesnil, Grugny, La Houssaye-Béranger, Isneauville, Mont-Cauvaire, Montville, Quincampoix, Saint-Georges-sur-Fontaine, Sierville. |
| 3  | Bolbec                   | Bolbec                   | 38 565          | 1,07           | 20                                                        | Bernières, Beuzeville-la-Grenier, Beuzevillette, Bolbec, Gruchet-le-Valasse, Lanquetot, Lillebonne, Mélamare, Mirville, Nointot, Parc-d'Anxtot, Raffetot, Rouville, Saint-Antoine-la-Forêt, Saint-Eustache-la-Forêt, Saint-Jean-de-Folleville, Saint-Jean-de-la-Neuville, Saint-Nicolas-de-la-Taille, Tancarville, La Trinité-du-Mont. |
| 4  | Canteleu                 | Canteleu                 | 29 129          | 0,82           | 6                                                         | Canteleu, Hautot-sur-Seine, Maromme, Sahurs, Saint-Pierre-de-Manneville, Val-de-la-Haye. |
| 5  | Caudebec-lès-Elbeuf      | Caudebec-lès-Elbeuf      | 35 926          | 1,01           | 7                                                         | Caudebec-lès-Elbeuf, Cléon, Freneuse, Saint-Aubin-lès-Elbeuf, Saint-Pierre-lès-Elbeuf, Sotteville-sous-le-Val, Tourville-la-Rivière. |
| 6  | Darnétal                 | Darnétal                 | 36 483          | 1,03           | 15                                                        | Amfreville-la-Mi-Voie, Les Authieux-sur-le-Port-Saint-Ouen, Belbeuf, Bonsecours, Darnétal, Fontaine-sous-Préaux, Gouy, Quévreville-la-Poterie, Roncherolles-sur-le-Vivier, Saint-Aubin-Celloville, Saint-Aubin-Épinay, Saint-Jacques-sur-Darnétal, Saint-Léger-du-Bourg-Denis, Saint-Martin-du-Vivier, Ymare. |
| 7  | Dieppe-1                 | Dieppe                   | 33 908          |                | 16 + fraction Dieppe                                      | 1° Les communes suivantes : Ambrumesnil, Aubermesnil-Beaumais, Colmesnil-Manneville, Hautot-sur-Mer, Longueil, Martigny, Offranville, Ouville-la-Rivière, Quiberville, Rouxmesnil-Bouteilles, Saint-Aubin-sur-Scie, Saint-Denis-d'Aclon, Sainte-Marguerite-sur-Mer, Sauqueville, Tourville-sur-Arques, Varengeville-sur-Mer. 2° La partie de la commune de Dieppe située à l'ouest de l'axe médian des voies et limites suivantes : depuis le littoral, chenal, avant-port, bassin Duquesne, quai du Tonkin, arrière-port, bassin du Canada, bassin de Paris, voie non dénommée reliant l'extrémité Sud du bassin de Paris à la chaussée de l'Arques, chaussée de l'Arques, jusqu'à la limite territoriale de la commune de Rouxmesnil-Bouteilles. |
| 8  | Dieppe-2                 | Dieppe                   | 38 610          |                | 21 + fraction Dieppe                                      | 1° Les communes suivantes : Ancourt, Arques-la-Bataille, Bailly-en-Rivière, Bellengreville, Dampierre-Saint-Nicolas, Douvrend, Envermeu, Freulleville, Grèges, Les Ifs, Martin-Église, Meulers, Notre-Dame-d'Aliermont, Petit-Caux, Ricarville-du-Val, Saint-Aubin-le-Cauf, Saint-Jacques-d'Aliermont, Saint-Nicolas-d'Aliermont, Saint-Ouen-sous-Bailly, Saint-Vaast-d'Équiqueville, Sauchay. 2° La partie de la commune de Dieppe non incluse dans le canton de Dieppe-1, soit les quartiers du Pollet, de Neuville et de Puys. |
| 9  | Elbeuf                   | Elbeuf                   | 32 161          | 0,89           | 6                                                         | La Bouille, Elbeuf, Grand-Couronne, La Londe, Moulineaux, Orival. |
| 10 | Eu                       | Eu                       | 35 841          | 1,01           | 40                                                        | Aubermesnil-aux-Érables, Baromesnil, Bazinval, Blangy-sur-Bresle, Campneuseville, Canehan, Criel-sur-Mer, Cuverville-sur-Yères, Dancourt, Étalondes, Eu, Fallencourt, Flocques, Foucarmont, Guerville, Hodeng-au-Bosc, Incheville, Longroy, Melleville, Le Mesnil-Réaume, Millebosc, Monchaux-Soreng, Monchy-sur-Eu, Nesle-Normandeuse, Pierrecourt, Ponts-et-Marais, Réalcamp, Rétonval, Rieux, Saint-Léger-aux-Bois, Saint-Martin-au-Bosc, Saint-Martin-le-Gaillard, Saint-Pierre-en-Val, Saint-Rémy-Boscrocourt, Saint-Riquier-en-Rivière, Sept-Meules, Touffreville-sur-Eu, Le Tréport, Villers-sous-Foucarmont, Villy-sur-Yères. |
| 11 | Fécamp                   | Fécamp                   | 39 965          | 1,11           | 35                                                        | Ancretteville-sur-Mer, Angerville-la-Martel, Colleville, Contremoulins, Criquebeuf-en-Caux, Criquetot-le-Mauconduit, Écretteville-sur-Mer, Életot, Épreville, Fécamp, Froberville, Ganzeville, Gerponville, Gerville, Limpiville, Les Loges, Maniquerville, Riville, Saint-Léonard, Saint-Pierre-en-Port, Sainte-Hélène-Bondeville, Sassetot-le-Mauconduit, Senneville-sur-Fécamp, Sorquainville, Thérouldeville, Theuville-aux-Maillots, Thiergeville, Thiétreville, Tourville-les-Ifs, Toussaint, Valmont, Vattetot-sur-Mer, Vinnemerville, Yport, Ypreville-Biville. |
| 12 | Gournay-en-Bray          | Gournay-en-Bray          | 36 841          | 1,03           | 66                                                        | Argueil, Aubéguimont, Aumale, Avesnes-en-Bray, Beaubec-la-Rosière, Beaussault, Beauvoir-en-Lyons, La Bellière, Bézancourt, Bosc-Hyons, Brémontier-Merval, Le Caule-Sainte-Beuve, La Chapelle-Saint-Ouen, Compainville, Conteville, Criquiers, Croisy-sur-Andelle, Cuy-Saint-Fiacre, Dampierre-en-Bray, Doudeauville, Elbeuf-en-Bray, Ellecourt, Ernemont-la-Villette, Ferrières-en-Bray, La Ferté-Saint-Samson, La Feuillie, Forges-les-Eaux, Fry, Gaillefontaine, Gancourt-Saint-Étienne, Gournay-en-Bray, Grumesnil, La Hallotière, Haucourt, Haudricourt, Haussez, La Haye, Le Héron, Hodeng-Hodenger, Illois, Landes-Vieilles-et-Neuves, Longmesnil, Marques, Mauquenchy, Ménerval, Mésangueville, Le Mesnil-Lieubray, Mesnil-Mauger, Molagnies, Montroty, Morienne, Morville-sur-Andelle, Neuf-Marché, Nolléval, Nullemont, Pommereux, Richemont, Roncherolles-en-Bray, Ronchois, Rouvray-Catillon, Saint-Lucien, Saint-Michel-d'Halescourt, Saumont-la-Poterie, Serqueux, Sigy-en-Bray, Le Thil-Riberpré, Vieux-Rouen-sur-Bresle. |
| 13 | Le Grand-Quevilly        | Le Grand-Quevilly        | 33 841          | 0,7            | 2                                                         | Le Grand-Quevilly, Petit-Couronne |
| 14 | Le Havre-1               | Le Havre                 | 37 768          |                | fraction Le Havre                                         | Partie de la commune du Havre située au nord et à l'ouest d'une ligne définie par l'axe des voies et limites suivantes : depuis la limite territoriale de la commune de Sainte-Adresse, rue de la Sous-Bretonne, rue Estienne-d'Orves, rue Irène-Joliot-Curie, rue des Martyrs, rue Florimond-Laurent, rue de Saint-Quentin, rue Coypel, rue Bernard-Palissy, rue de Châteaudun, rue de Saint-Quentin, rue de Belfort, rue de l'Artois, rue Daguerre, rue Paul-Louis Courier, rue Charles-Floquet, rue Edmond-Meyer, rue Darwin, rue de Douaumont, rue Pierre-Curie, rue Edmond-Meyer, rue Louis-Blanc, rue Jenner, tunnel Jenner, place Jenner, avenue René-Dehayes, lisière est de la forêt de Montgeon, jusqu'à la limite territoriale de la commune de Fontaine-la-Mallet. |
| 15 | Le Havre-2               | Le Havre                 | 35 420          |                | 2 + fraction Le Havre                                     | 1° Les communes suivantes : Harfleur, Montivilliers. 2° La partie de la commune du Havre située au nord et à l'est d'une ligne définie par l'axe des voies et limites suivantes : depuis la limite territoriale de la commune de Fontaine-la-Mallet, lisière est de la forêt de Montgeon, allée des Cigales, rue William-Cargill, rue Socrate, chemin de la rue Socrate à la rue William-Cargill, rue Jean-Bouise sud, allée Étienne-Peau, ligne droite jusqu'à la rue Adèle-Robert, rue Adèle-Robert, rue Socrate, place des Martyrs, rue Flandres-Dunkerque, rue des Londes, avenue du 8-Mai-1945, rue Fourier, rue Édouard-Vaillant, avenue Pierre-Courtade, rue Virgil-Grissom, rue du Docteur-Vannier, chemin de Caucriauville, jusqu'à la limite territoriale de la commune d'Harfleur. |
| 16 | Le Havre-3               | Le Havre                 | 37 580          |                | 3 + fraction Le Havre                                     | 1° Les communes suivantes : Gainneville, Gonfreville-l'Orcher, Rogerville. 2° La partie de la commune du Havre située au sud d'une ligne définie par l'axe des voies et limites suivantes : depuis la limite territoriale de la commune de Gonfreville-l'Orcher, route nationale 282, boulevard de Leningrad, boulevard de Graville, rue Aristide-Briand, cours de la République, cours du Commandant-Fratacci, quai Colbert, rue André-Carrette, quai Casimir-Delavigne, quai de l'Île, quai de Southampton, chaussée John-Kennedy, boulevard Clemenceau, ligne droite dans le prolongement de l'avenue Foch, jusqu'au littoral. |
| 17 | Le Havre-4               | Le Havre                 | 37 107          |                | fraction Le Havre                                         | partie de la commune du Havre située à l'est d'une ligne définie par l'axe des voies et limites suivantes : depuis la limite territoriale de la commune de Gonfreville-l'Orcher, route nationale 282, boulevard de Leningrad, boulevard de Graville, rue Aristide-Briand, cours de la République, tunnel Jenner, rue de Tourneville, rue Pasteur, rue du Général-Rouelle, rue des Acacias, rue Jenner, tunnel Jenner, place Jenner, avenue René-Dehayes, lisière est de la forêt de Montgeon, allée des Cigales, rue Socrate, chemin de la rue Socrate à la rue William-Cargill, rue William-Cargill, rue Jean-Bouise sud, allée Etienne-Peau, ligne droite jusqu'à la rue Adèle-Robert, rue Adèle-Robert, rue Socrate, place des Martyrs, rue Flandres-Dunkerque, rue des Londes, avenue du 8-Mai-1945, rue Fourier, rue Edouard-Vaillant, avenue Pierre-Courtade, rue Virgil-Grissom, rue du Docteur-Vannier, chemin de Caucriauville, jusqu'à la limite territoriale de la commune d'Harfleur. |
| 18 | Le Havre-5               | Le Havre                 | 32 874          |                | fraction Le Havre                                         | partie de la commune du Havre située à l'intérieur du périmètre définie par l'axe des voies et limites suivantes : rue des Martyrs, rue Florimond-Laurent, rue de Saint-Quentin, rue Coypel, rue Bernard-Palissy, rue de Châteaudun, rue de Saint-Quentin, rue de Belfort, rue de l'Artois, rue Daguerre, rue Paul-Louis-Courier, rue Charles-Floquet, rue Edmond-Meyer, rue Darwin, rue de Douaumont, rue Pierre-Curie, rue Edmond-Meyer, rue Louis-Blanc, rue Jenner, rue des Acacias, rue du Général-Rouelle, rue Pasteur, rue de Tourneville, tunnel Jenner, cours de la République, rue Jules-Lecesne, place de l'Hôtel-de-Ville, avenue René-Coty, rue d'Ingouville, rue Gustave-Flaubert, rue Jacques-Louer, rue Pierre-Faure, rue d'Eprémesnil, place des Gobelins, rue des Gobelins, rue Mogador, rue Jean-Charcot, rue Belain-d'Esnambuc, passage Duflo, ligne droite dans le prolongement de la rue d'Albion jusqu'à la rue Clément-Marical, rue Clément-Marical, rue de la Cavée-Verte, rue Roger-Salengro, rue Gaston-Doumergue, rue Alexandre, rue Irène-Joliot-Curie. |
| 19 | Le Havre-6               | Le Havre                 | 37 335          |                | 1 + fraction Le Havre                                     | 1° La commune suivante : Sainte-Adresse. 2° La partie de la commune du Havre non incluse dans les cantons du Havre-1, du Havre-2, du Havre-3, du Havre-4 et du Havre-5. |
| 20 | Luneray                  | Luneray                  | 33 839          | 0,92           | 72                                                        | Anneville-sur-Scie, Val-de-Scie, Auppegard, Auzouville-sur-Saâne, Avremesnil, Bacqueville-en-Caux, Beautot, Beauval-en-Caux, Belleville-en-Caux, Belmesnil, Bertreville-Saint-Ouen, Bertrimont, Biville-la-Baignarde, Biville-la-Rivière, Le Bois-Robert, Brachy, Calleville-les-Deux-Églises, Le Catelier, Les Cent-Acres, La Chapelle-du-Bourgay, La Chaussée, Criquetot-sur-Longueville, Crosville-sur-Scie, Dénestanville, Étaimpuis, La Fontelaye, Fresnay-le-Long, Gonnetot, Gonneville-sur-Scie, Greuville, Gruchet-Saint-Siméon, Gueures, Gueutteville, Hermanville, Heugleville-sur-Scie, Imbleville, Heugleville-sur-Scie, Imbleville, Lamberville, Lammerville, Lestanville, Lintot-les-Bois, Longueville-sur-Scie, Luneray, Manéhouville, Montreuil-en-Caux, Muchedent, Notre-Dame-du-Parc, Omonville, Rainfreville, Royville, Saâne-Saint-Just, Saint-Crespin, Saint-Denis-sur-Scie, Saint-Germain-d'Étables, Saint-Honoré, Saint-Maclou-de-Folleville, Saint-Mards, Saint-Ouen-du-Breuil, Saint-Ouen-le-Mauger, Saint-Pierre-Bénouville, Saint-Vaast-du-Val, Saint-Victor-l'Abbaye, Sainte-Foy, Sassetot-le-Malgardé, Thil-Manneville, Tocqueville-en-Caux, Torcy-le-Grand, Torcy-le-Petit, Tôtes, Val-de-Saâne, Vassonville, Vénestanville. |
| 21 | Le Mesnil-Esnard         | Le Mesnil-Esnard         | 43 692          | 1,16           | 42                                                        | Auzouville-sur-Ry, Bierville, Blainville-Crevon, Bois-d'Ennebourg, Bois-Guilbert, Bois-Héroult, Bois-l'Évêque, Boissay, Boos, Bosc-Bordel, Bosc-Édeline, Buchy, Cailly, Catenay, Elbeuf-sur-Andelle, Ernemont-sur-Buchy, Franqueville-Saint-Pierre, Fresne-le-Plan, Grainville-sur-Ry, Héronchelles, Longuerue, Martainville-Epreville, Le Mesnil-Esnard, Mesnil-Raoul, Montmain, Morgny-la-Pommeraye, La Neuville-Chant-d'Oisel, Pierreval, Préaux, Rebets, La Rue-Saint-Pierre, Ry, Saint-Aignan-sur-Ry, Saint-André-sur-Cailly, Saint-Aignan-sur-Ry, Saint-André-sur-Cailly, Saint-Denis-le-Thiboult, Saint-Germain-des-Essourts, Saint-Germain-sous-Cailly, Sainte-Croix-sur-Buchy, Servaville-Salmonville, Vieux-Manoir, La Vieux-Rue, Yquebeuf. |
| 22 | Mont-Saint-Aignan        | Mont-Saint-Aignan        | 30 070          | 0,83           | 2                                                         | Déville-lès-Rouen, Mont-Saint-Aignan. |
| 23 | Neufchâtel-en-Bray       | Neufchâtel-en-Bray       | 34 410          | 0,95           | 69                                                        | Ardouval, Auvilliers, Avesnes-en-Val, Bailleul-Neuville, Baillolet, Beaumont-le-Hareng, Bellencombre, Bosc-Bérenger, Bosc-le-Hard, Bosc-Mesnil, Bouelles, Bracquetuit, Bradiancourt, Bully, Bures-en-Bray, Callengeville, Clais, Cottévrard, La Crique, Critot, Croixdalle, Cropus, Esclavelles, Fesques, Flamets-Frétils, Fontaine-en-Bray, Fréauville, Fresles, Fresnoy-Folny, Grandcourt, Les Grandes-Ventes, Graval, Grigneuseville, Londinières, Lucy, Massy, Mathonville, Maucomble, Ménonval, Mesnières-en-Bray, Mesnil-Follemprise, Montérolier, Mortemer, Nesle-Hodeng, Neufbosc, Neufchâtel-en-Bray, Neuville-Ferrières, Osmoy-Saint-Valery, Pommeréval, Preuseville, Puisenval, Quièvrecourt, Rocquemont, Rosay, Saint-Germain-sur-Eaulne, Saint-Martin-l'Hortier, Saint-Martin-Osmonville, Saint-Pierre-des-Jonquières, Saint-Saëns, Saint-Saire, Sainte-Agathe-d'Aliermont, Sainte-Beuve-en-Rivière, Sainte-Geneviève, Saint-Hellier, Smermesnil, Sommery, Vatierville, Ventes-Saint-Rémy, Wanchy-Capval. |
| 24 | Notre-Dame-de-Bondeville | Notre-Dame-de-Bondeville | 41 499          | 1,16           | 21                                                        | Carville-la-Folletière, Croix-Mare, Écalles-Alix, Émanville, Eslettes,, Fresquiennes, Goupillières, Le Houlme, Houppeville, Limésy, Malaunay, Mesnil-Panneville, Montigny, Notre-Dame-de-Bondeville, Pavilly, Pissy-Pôville, Roumare, Saint-Jean-du-Cardonnay, Saint-Martin-de-l'If Sainte-Austreberthe, La Vaupalière. |
| 25 | Port-Jérôme-sur-Seine    | Port-Jérôme-sur-Seine    | 29 919          | 0,83           | 21                                                        | Anquetierville, Arelaune-en-Seine, Bolleville, La Frénaye, Grand-Camp, Heurteauville, Lintot, Louvetot, Maulévrier-Sainte-Gertrude, Norville, Notre-Dame-de-Bliquetuit, Petiville, Port-Jérôme-sur-Seine, Rives-en-Seine, Saint-Arnoult, Saint-Aubin-de-Crétot, Saint-Gilles-de-Crétot, Saint-Maurice-d'Ételan,Saint-Nicolas-de-la-Haie, Trouville, Vatteville-la-Rue. |
| 26 | Octeville-sur-Mer        | Octeville-sur-Mer        | 35 307          | 0,98           | 31                                                        | Angerville-l'Orcher, Anglesqueville-l'Esneval, Beaurepaire, Bénouville, Bordeaux-Saint-Clair, Cauville-sur-Mer, Criquetot-l'Esneval, Cuverville, Épouville, Étretat, Fongueusemare, Fontaine-la-Mallet, Fontenay, Gonneville-la-Mallet, Hermeville, Heuqueville, Manéglise, Mannevillette, Notre-Dame-du-Bec, Octeville-sur-Mer, Pierrefiques, La Poterie-Cap-d'Antifer, Rolleville, Saint-Jouin-Bruneval, Saint-Martin-du-Bec, Saint-Martin-du-Manoir, Sainte-Marie-au-Bosc, Le Tilleul, Turretot, Vergetot, Villainville. |
| 27 | Le Petit-Quevilly        | Le Petit-Quevilly        | 29 519          |                | 1 + fraction Sotteville-lès-Rouen                         | 1° La commune suivante : Le Petit-Quevilly. 2° La partie de la commune de Sotteville-lès-Rouen située au nord d'une ligne définie par l'axe des voies et limites suivantes : depuis la limite territoriale de la commune de Rouen, place Voltaire, rue Pierre-Corneille, rue Léon-Salva, rue Garibaldi, rue des Frères-Louis-et-René-Canton, rue des Déportés, rue Léon-Salva, avenue de la Libération, avenue Jean-Jaurès, rue Georges-Petit, rue Léon-Salva, avenue du 14-Juillet, rond-point des Bruyères, jusqu'à la limite territoriale de la commune du Petit-Quevilly. |
| 28 | Rouen-1                  | Rouen                    | 38 082          |                | fraction Rouen                                            | Partie de la commune de Rouen située à l'ouest d'une ligne définie par l'axe des voies et limites suivantes : depuis la limite territoriale de la commune de Bois-Guillaume, route de Neufchâtel, boulevard de l'Yser, boulevard de la Marne, rue Jeanne-d'Arc, rue Guillaume-le-Conquérant, place du Vieux-Marché, rue du Vieux-Palais, place Martin-Luther-King, rue Herbière, rue André-Gide, rue de la Vicomté, rue aux Ours, rue Jeanne-d'Arc, pont Jeanne-d'Arc, avenue Jacques-Cartier, place Joffre, avenue de Bretagne, boulevard de l'Europe, rue des Murs-Saint-Yon, place Saint-Clément, rue Saint-Julien, place des Chartreux, jusqu'à la limite territoriale de la commune du Petit-Quevilly. |
| 29 | Rouen-2                  | Rouen                    | 36 051          |                | fraction Rouen                                            | Partie de la commune de Rouen située à l'est et au nord d'une ligne définie par l'axe des voies et limites suivantes : depuis la limite territoriale de la commune de Bois-Guillaume, route de Neufchâtel, boulevard de l'Yser, boulevard de la Marne, rue Jeanne-d'Arc, rue Jean-Lecanuet, rue Beauvoisine, rue de l'Hôpital, place du Général-de-Gaulle, rue des Faulx, rue de la Foulerie, rue Eau-de-Robec, rue du Docteur-Blanche, rue Edouard-Adam, rue d'Amiens, route de Lyons-la-Forêt, rue de la Chasse, rue de Repainville, rue des Broches jusqu'à la limite territoriale de la commune de Saint-Léger-du-Bourg-Denis. |
| 30 | Rouen-3                  | Rouen                    | 37 424          |                | fraction Rouen                                            | Partie de la commune de Rouen non incluse dans les cantons de Rouen-1 et de Rouen-2. |
| 31 | Saint-Étienne-du-Rouvray | Saint-Étienne-du-Rouvray | 31 305          |                | 1 + fraction Saint-Étienne-du-Rouvray                     | 1° La commune suivante : Oissel. 2° La partie de la commune de Saint-Étienne-du-Rouvray située au sud d'une ligne définie par l'axe des voies et limites suivantes : depuis la limite territoriale de la commune de Sotteville-lès-Rouen, avenue d'Amsterdam, rue de Stockholm, rue Pierre Semard, rue des Jonquilles, rue des Lys, rue des Anémones, avenue Antoine-de-Saint-Exupéry, rue Jean-Maridor, rue Hélène-Boucher, rue Clément-Ader, rue du Lieutenant-de-Vaisseau-de-Cuverville, rue du Madrillet, rue du Lieutenant-de-Vaisseau-de-Cuverville, périphérique Henri-Wallon, périphérique Robespierre, ligne droite jusqu'à l'intersection de la rue Georges-Courteline et du périphérique Jean-Macé, périphérique Jean-Macé, rue Marguerite-Duras, rue Ernest-Renan, jusqu'à la limite territoriale de la commune du Grand-Quevilly. |
| 32 | Saint-Romain-de-Colbosc  | Saint-Romain-de-Colbosc  | 33 044          | 0,96           | 38                                                        | Angerville-Bailleul, Annouville-Vilmesnil, Auberville-la-Renault, Bec-de-Mortagne, Bénarville, Bornambusc, Bréauté, Bretteville-du-Grand-Caux, La Cerlangue, Daubeuf-Serville, Écrainville, Épretot, Étainhus, Goderville, Gommerville, Gonfreville-Caillot, Graimbouville, Grainville-Ymauville, Houquetot, Manneville-la-Goupil, Mentheville, Oudalle, La Remuée, Sainneville, Saint-Aubin-Routot, Saint-Gilles-de-la-Neuville, Saint-Laurent-de-Brèvedent, Saint-Maclou-la-Brière, Saint-Romain-de-Colbosc, Saint-Sauveur-d'Émalleville, Saint-Vigor-d'Ymonville, Saint-Vincent-Cramesnil, Sandouville, Sausseuzemare-en-Caux, Tocqueville-les-Murs, Les Trois-Pierres, Vattetot-sous-Beaumont, Virville. |
| 33 | Saint-Valery-en-Caux     | Saint-Valery-en-Caux     | 35 377          | 0,99           | 71                                                        | Alvimare, Ancourteville-sur-Héricourt, Angiens, Anglesqueville-la-Bras-Long, Auberville-la-Manuel, Autigny, Bertheauville, Bertreville, Beuzeville-la-Guérard, Blosseville, Bosville, Le Bourg-Dun, Bourville, Brametot, Butot-Vénesville, Cailleville, Canouville, Cany-Barville, La Chapelle-sur-Dun, Clasville, Cleuville, Cléville, Cliponville, Crasville-la-Mallet, Crasville-la-Rocquefort, Drosay, Envronville, Ermenouville, Fontaine-le-Dun, Foucart, La Gaillarde, Grainville-la-Teinturière, Gueutteville-les-Grès, Le Hanouard, Hattenville, Hautot-l'Auvray, Héberville, Houdetot, Ingouville, Malleville-les-Grès, Manneville-ès-Plains, Le Mesnil-Durdent, Néville, Normanville, Ocqueville, Oherville, Ouainville, Ourville-en-Caux, Paluel, Pleine-Sève, Rocquefort, Saint-Aubin-sur-Mer, Saint-Martin-aux-Buneaux, Saint-Pierre-le-Vieux, Saint-Pierre-le-Viger, Saint-Riquier-ès-Plains, Saint-Sylvain, Saint-Vaast-Dieppedalle, Saint-Valery-en-Caux, Sainte-Colombe, Sasseville, Sommesnil, Sotteville-sur-Mer, Terres-de-Caux, Trémauville, Veauville-lès-Quelles, Veules-les-Roses, Veulettes-sur-Mer, Vittefleur, Yébleron. |
| 34 | Sotteville-lès-Rouen     | Sotteville-lès-Rouen     | 29 948          |                | fractions Saint-Étienne-du-Rouvray + Sotteville-lès-Rouen | 1° La partie de la commune de Saint-Étienne-du-Rouvray non incluse dans le canton de Saint-Étienne-du-Rouvray; 2° La partie de la commune de Sotteville-lès-Rouen non incluse dans le canton du Petit-Quevilly. |
| 35 | Yvetot                   | Yvetot                   | 42 151          | 1,17           | 53                                                        | Allouville-Bellefosse, Amfreville-les-Champs, Ancretiéville-Saint-Victor, Anvéville, Auzebosc, Auzouville-l'Esneval, Baons-le-Comte, Bénesville, Berville, Bois-Himont, Boudeville, Bourdainville, Bretteville-Saint-Laurent, Butot, Canville-les-Deux-Églises, Carville-Pot-de-Fer, Cideville, Criquetot-sur-Ouville, Doudeville, Écretteville-lès-Baons, Ectot-l'Auber, Ectot-lès-Baons, Étalleville, Étoutteville, Flamanville, Fultot, Gonzeville, Grémonville, Harcanville, Hautot-le-Vatois, Hautot-Saint-Sulpice, Les Hauts-de-Caux, Héricourt-en-Caux, Hugleville-en-Caux, Lindebeuf, Motteville, Ouville-l'Abbaye, Prétot-Vicquemare, Reuville, Robertot, Routes, Saint-Clair-sur-les-Monts, Saint-Laurent-en-Caux, Saint-Martin-aux-Arbres, Sainte-Marie-des-Champs, Saussay, Le Torp-Mesnil, Touffreville-la-Corbeline, Valliquerville, Vibeuf, Yerville, Yvecrique, Yvetot. |
|    |                          |                          | 1 253 931       |                | 744                                                       | |

### Répartition par arrondissement
Contrairement à l'ancien découpage où chaque canton était inclus à l'intérieur d'un seul arrondissement, le nouveau découpage territorial s'affranchit des limites des arrondissements. Certains cantons peuvent être composés de communes appartenant à des arrondissements différents. Dans le département de la Seine-Maritime, c'est le cas de trois cantons (Gournay-en-Bray, Luneray et Notre-Dame-de-Gravenchon).
Le tableau suivant présente la répartition par arrondissement :
| N° | Canton                   | Dieppe               | Le Havre              | Rouen                                                     | Total                                                     |
| -- | ------------------------ | -------------------- | --------------------- | --------------------------------------------------------- | --------------------------------------------------------- |
| 1  | Barentin                 |                      |                       | 20                                                        | 20                                                        |
| 2  | Bois-Guillaume           |                      |                       | 19                                                        | 19                                                        |
| 3  | Bolbec                   |                      | 20                    |                                                           | 20                                                        |
| 4  | Canteleu                 |                      |                       | 6                                                         | 6                                                         |
| 5  | Caudebec-lès-Elbeuf      |                      |                       | 7                                                         | 7                                                         |
| 6  | Darnétal                 |                      |                       | 15                                                        | 15                                                        |
| 7  | Dieppe-1                 | 16 + fraction Dieppe |                       |                                                           | 16 + fraction Dieppe                                      |
| 8  | Dieppe-2                 | 38 + fraction Dieppe |                       |                                                           | 38 + fraction Dieppe                                      |
| 9  | Elbeuf                   |                      |                       | 6                                                         | 6                                                         |
| 10 | Eu                       | 40                   |                       |                                                           | 40                                                        |
| 11 | Fécamp                   |                      | 35                    |                                                           | 35                                                        |
| 12 | Gournay-en-Bray          | 66                   |                       | 1                                                         | 67                                                        |
| 13 | Le Grand-Quevilly        |                      |                       | 1                                                         | 1                                                         |
| 14 | Le Havre-1               |                      | fraction Le Havre     |                                                           | fraction Le Havre                                         |
| 15 | Le Havre-2               |                      | 2 + fraction Le Havre |                                                           | 2 + fraction Le Havre                                     |
| 16 | Le Havre-3               |                      | 3 + fraction Le Havre |                                                           | 3 + fraction Le Havre                                     |
| 17 | Le Havre-4               |                      | fraction Le Havre     |                                                           | fraction Le Havre                                         |
| 18 | Le Havre-5               |                      | fraction Le Havre     |                                                           | fraction Le Havre                                         |
| 19 | Le Havre-6               |                      | 1 + fraction Le Havre |                                                           | 1 + fraction Le Havre                                     |
| 20 | Luneray                  | 70                   |                       | 3                                                         | 73                                                        |
| 21 | Le Mesnil-Esnard         |                      |                       | 44                                                        | 44                                                        |
| 22 | Mont-Saint-Aignan        |                      |                       | 2                                                         | 2                                                         |
| 23 | Neufchâtel-en-Bray       | 70                   |                       |                                                           | 70                                                        |
| 24 | Notre-Dame-de-Bondeville |                      |                       | 24                                                        | 24                                                        |
| 25 | Port-Jérôme-sur-Seine    |                      | 11                    | 16                                                        | 27                                                        |
| 26 | Octeville-sur-Mer        |                      | 31                    |                                                           | 31                                                        |
| 27 | Le Petit-Quevilly        |                      |                       | 1 + fraction Sotteville-lès-Rouen                         | 1 + fraction Sotteville-lès-Rouen                         |
| 28 | Rouen-1                  |                      |                       | fraction Rouen                                            | fraction Rouen                                            |
| 29 | Rouen-2                  |                      |                       | fraction Rouen                                            | fraction Rouen                                            |
| 30 | Rouen-3                  |                      |                       | fraction Rouen                                            | fraction Rouen                                            |
| 31 | Saint-Étienne-du-Rouvray |                      |                       | 1 + fraction Saint-Étienne-du-Rouvray                     | 1 + fraction Saint-Étienne-du-Rouvray                     |
| 32 | Saint-Romain-de-Colbosc  |                      | 38                    |                                                           | 38                                                        |
| 33 | Saint-Valery-en-Caux     | 49                   | 28                    |                                                           | 77                                                        |
| 34 | Sotteville-lès-Rouen     |                      |                       | fractions Saint-Étienne-du-Rouvray + Sotteville-lès-Rouen | fractions Saint-Étienne-du-Rouvray + Sotteville-lès-Rouen |
| 35 | Yvetot                   |                      | 6                     | 48                                                        | 54                                                        |
|    |                          | 350                  | 176                   | 218                                                       | 744                                                       |

## Découpage cantonal de 1982 à 2014
Liste des 69 anciens cantons du département de la Seine-Maritime, par arrondissement :
- arrondissement de Dieppe (20 cantons - sous-préfecture : Dieppe) :
canton d'Argueil - canton d'Aumale - canton de Bacqueville-en-Caux - canton de Bellencombre - canton de Blangy-sur-Bresle - canton de Cany-Barville - canton de Dieppe-Est - canton de Dieppe-Ouest - canton d'Envermeu - canton d'Eu - canton de Fontaine-le-Dun - canton de Forges-les-Eaux - canton de Gournay-en-Bray - canton de Londinières - canton de Longueville-sur-Scie - canton de Neufchâtel-en-Bray - canton d'Offranville - canton de Saint-Saëns - canton de Saint-Valery-en-Caux - canton de Tôtes
- arrondissement du Havre (20 cantons - sous-préfecture : Le Havre) :
canton de Bolbec - canton de Criquetot-l'Esneval - canton de Fauville-en-Caux - canton de Fécamp - canton de Goderville - canton de Gonfreville-l'Orcher - canton du Havre-1 - canton du Havre-2 - canton du Havre-3 - canton du Havre-4 - canton du Havre-5 - canton du Havre-6 - canton du Havre-7 - canton du Havre-8 - canton du Havre-9 - canton de Lillebonne - canton de Montivilliers - canton d'Ourville-en-Caux - canton de Saint-Romain-de-Colbosc - canton de Valmont
- arrondissement de Rouen (29 cantons - préfecture : Rouen) :
canton de Bois-Guillaume - canton de Boos - canton de Buchy - canton de Caudebec-en-Caux - canton de Caudebec-lès-Elbeuf - canton de Clères - canton de Darnétal - canton de Doudeville - canton de Duclair - canton d'Elbeuf - canton de Grand-Couronne - canton du Grand-Quevilly - canton de Maromme - canton de Mont-Saint-Aignan - canton de Notre-Dame-de-Bondeville - canton de Pavilly - canton du Petit-Quevilly - canton de Rouen-1 - canton de Rouen-2 - canton de Rouen-3 - canton de Rouen-4 - canton de Rouen-5 - canton de Rouen-6 - canton de Rouen-7 - canton de Saint-Étienne-du-Rouvray - canton de Sotteville-lès-Rouen-Est - canton de Sotteville-lès-Rouen-Ouest - canton d'Yerville - canton d'Yvetot

### Homonymies
Il n'y a pas d'homonymies pour les cantons de Valmont, Boos et Buchy, mais chacune des communes chefs-lieux a un ou plusieurs homonymes exacts ou partiels.